# Трпимир I
Трпимир I (Терпимир) — хорватський князь (близько 845—864). Саксонський літописець Готшальк з Орбе називає його Королем слов'ян (Rex Sclavorum).
Можливо був сином або небожем князя Міслава. Розширив свою владу. Називає свою країну королівством Хорватії («regnum Chroatorum»), свою земельну власність — «regale territorium», запрошує до своєї ради крім жупанів придворних чиновників (camerarii). Щоб зміцнити свою владу у суспільстві Терпимир веде переговори з далматинським духовенством. При ньому йде боротьба з сарацинами (мусульманами) і болгарським царем Борисом I, але з останнім швидко був заключений мир.
Після смерті Трпимира I владу в Хорватії захопив князь Домагой .